# Jay Gorter
Jay Gorter (* 30. Mai 2000 in Amsterdam) ist ein niederländischer Fußballtorwart, der seit Juli 2021 bei Ajax Amsterdam unter Vertrag steht.

## Karriere
Gorter begann seine fußballerische Ausbildung beim FC Purmerend, ehe er 2010 zu Ajax Amsterdam in die Jugendakademie wechselte. Im Jahr 2014 wechselte er zum Stadtkonkurrenten FC Amsterdam. Nach nur einem Jahr wurde er von der U17 AZ Alkmaars unter Vertrag genommen. 2016/17 spielte er zweimal in der B-Junioren-Eredivisie und stand zudem im Kader der U19. In der Folgesaison spielte er zweimal in der A-Junioren-Bundesliga und einmal im Viareggio. Im Sommer 2018 wechselte er in die U19 der Go Ahead Eagles. In seiner ersten Saison dort kam er in 14 A-Junioren-Spiele und zwei Zweitmannschaft-Spielen zum Einsatz. Auch 2019/20 kam er zu Einsätzen in der U21-Mannschaft, spielte aber zudem, im Rahmen des KNVB-Pokals zweimal für die Profimannschaft. Im Dezember 2019 erhielt er bereits seinen ersten Profivertrag beim Zweitligisten. Anfang 2020 wurde er jedoch aufgrund schlechten Benehmens bis Saisonende von der Vereinsführung suspendiert. Am ersten Spieltag der Folgesaison gab er schließlich sein Debüt im Profiteam, als er gegen den FC Dordrecht das 0:0 hielt. In der Saison war er Stammspieler, spielte 37 von 38 möglichen Ligaspielen und trug somit maßgeblich zum direkten Aufstieg in die Eredivisie bei.
Nach dem Erfolg mit den Eagles wechselte er für eine Million Euro zum künftigen Ligakonkurrenten Ajax Amsterdam. Am 8. August 2021 (1. Spieltag) debütierte er zunächst für die Zweitmannschaft Jong Ajax gegen ADO Den Haag. Im Mai 2022 debütierte er für die erste Mannschaft in der Eredivisie gegen Vitesse Arnheim.
Im Januar 2023 wurde Gorter an den FC Aberdeen nach Schottland verliehen.

## Erfolge
Go Ahead Eagles
- Aufstieg in die Eredivisie: 2021